# Il topo nel canestro
Il topo nel canestro (The Unshrinkable Jerry Mouse) è un film del 1964 diretto da Chuck Jones e Maurice Noble. È il sesto dei 34 cortometraggi animati della serie Tom & Jerry prodotti da Jones con il suo studio Sib-Tower 12 Productions. Venne distribuito dalla Metro-Goldwyn-Mayer l'8 dicembre 1964. Nel film è presente una scena con una sculacciata: per questo motivo in diversi paese venne censurato.

## Trama
Nel suo cestino di vimini, Tom ordina a Jerry di portargli un bicchiere di latte, per poi massaggiargli le spalle. Poco dopo Tom e Jerry ricevono in regalo una gattina, della quale però Tom vuole sbarazzarsi. Dopo alcuni tentativi falliti, Tom rimane bloccato in una finestra, venendo sculacciato da Jerry. Tom quindi si arrende ed è costretto a massaggiare le spalle a Jerry, mentre la gattina beve il latte.